# L'Endormeuse
L'Endormeuse est une nouvelle de Guy de Maupassant, parue en 1889.

## Historique
L'Endormeuse est une nouvelle de Guy de Maupassant initialement publiée dans L'Écho de Paris du 16 septembre 1889.

## Résumé
On suppose que l’histoire se déroule en 1887.
Le narrateur achète des journaux et voit, en première page, que plus de 8 500 êtres humains s’étaient suicidés. Face à ce chiffre, il ressent au plus profond de ses entrailles chaque suicide, il voit, devant ses yeux, la souffrance de chaque être face à la mort. Car, avant le suicide, l’humain ne peut s’imaginer ce qu’est la mort, la fin de la vie.
Il est ensuite amené dans un rêve fort étrange où il voit un bâtiment avec inscrit, sur la façade, Œuvres de la mort volontaire. Le narrateur est très étonné et rentre.
Le cercle Œuvres de la mort volontaire tue doucement, calmement les gens le désirant. Il anéantissent les personnes grâce à un gaz qui met un certain temps à agir.
Le narrateur lui-même en fait l’expérience et n’arrive à se détacher de l’Endormeuse, le lit ou les futurs suicidés sont installés. Mais le narrateur, lui, contrairement aux suicidaires, sort du lit avant de mourir.
A la fin de la nouvelle, le narrateur réalise que son aventure dans le cercle Œuvres de la mort volontaire n’était qu’un songe.

## Éditions
- 1889 -  L'Endormeuse, dans L'Écho de Paris
- 1889 -  L'Endormeuse, dans La Vie populaire du 29 septembre 1889
- 1890 -  L'Endormeuse, dans le supplément de La Lanterne du 15 mai 1890
- 1907 -  L'Endormeuse, dans Œuvres complètes de Guy de Maupassant, Éditions Conard
- 1967 -  L'Endormeuse, dans Misti, recueil de vingt nouvelles de Maupassant, Éditions Albin Michel, Le Livre de poche n° 2156.
- 1979 -  L'Endormeuse, dans Maupassant, Contes et nouvelles, tome II, texte établi et annoté par Louis Forestier, Bibliothèque de la Pléiade, éditions Gallimard.

## Lire
- Lien vers la version de L'Endormeuse dans "L'Écho de Paris",